# Lijst van NPO Radio 2 TopSongs in 2020
Deze hits waren in 2020 NPO Radio 2 TopSong op NPO Radio 2:
| Nr. | Datum        | Artiest                                                                           | Titel                                                                             |
| --- | ------------ | --------------------------------------------------------------------------------- | --------------------------------------------------------------------------------- |
| 278 | 3 januari    | Chef'Special                                                                      | Trouble                                                                           |
| 279 | 10 januari   | Khruangbin & Leon Bridges                                                         | Texas Sun                                                                         |
| 280 | 17 januari   | Gregory Porter                                                                    | Revival                                                                           |
| 281 | 24 januari   | Racoon                                                                            | Het is al laat toch                                                               |
| 282 | 31 januari   | Pearl Jam                                                                         | Dance of the Clairvoyants                                                         |
| 283 | 7 februari   | Glen Faria                                                                        | Hoe weet je dat                                                                   |
| 284 | 14 februari  | Tim Akkerman                                                                      | The Road                                                                          |
| 285 | 21 februari  | Young Gun Silver Fox                                                              | Kids                                                                              |
| 286 | 28 februari  | Daniël Lohues                                                                     | Niks mooier as dat                                                                |
| 287 | 6 maart      | Jeangu Macrooy                                                                    | Grow                                                                              |
| 288 | 13 maart     | DI-RECT                                                                           | Soldier On                                                                        |
| 289 | 20 maart     | Alain Clark                                                                       | Deze is voor jou                                                                  |
| 290 | 27 maart     | Voltage                                                                           | Wild and Blue                                                                     |
| 291 | 3 april      | Ilse DeLange                                                                      | Changes                                                                           |
| 292 | 10 april     | Michelle David & The Gospel Sessions                                              | Victory!                                                                          |
| 293 | 17 april     | Javier Limón featuring Inma Cuesta                                                | Una de esas noches sin final                                                      |
| 294 | 24 april     | Friday                                                                            | 21                                                                                |
| 295 | 1 mei        | The Rolling Stones                                                                | Living in a Ghost Town                                                            |
| 296 | 8 mei        | Typhoon & Freez                                                                   | Alles is gezegend                                                                 |
| 297 | 15 mei       | The Kik                                                                           | Angela                                                                            |
| 298 | 22 mei       | Disclosure                                                                        | Tondo                                                                             |
| 299 | 29 mei       | Voltage                                                                           | She's Gone Like the Wind                                                          |
| 300 | 5 juni       | Big Wild featuring Rationale                                                      | 6's to 9's                                                                        |
| 301 | 12 juni      | Nick Klyne                                                                        | Rain on Your Parade                                                               |
| 302 | 19 juni      | Dinand                                                                            | Can You Hear Me                                                                   |
| 303 | 25 juni      | Danny Vera                                                                        | Pressure Makes Diamonds (2020 versie)                                             |
| 304 | 3 juli       | Nona                                                                              | Preaching to the Choir                                                            |
| 305 | 10 juli      | Smith & Burrows                                                                   | All the Best Moves                                                                |
| 306 | 17 juli      | Blackbird                                                                         | I'm Like You                                                                      |
| 307 | 24 juli      | Sabri                                                                             | Something I Know                                                                  |
| 308 | 31 juli      | Guus Meeuwis                                                                      | Echte mannen                                                                      |
| 309 | 7 augustus   | James Bay                                                                         | Chew on My Heart                                                                  |
| 310 | 14 augustus  | Mell & Vintage Future                                                             | Brand New Day                                                                     |
| 311 | 21 augustus  | The Weeknd                                                                        | Save Your Tears                                                                   |
| -   | 28 augustus  | Geen NPO Radio 2 TopSong in verband met de Collecteweek van KWF Kankerbestrijding | Geen NPO Radio 2 TopSong in verband met de Collecteweek van KWF Kankerbestrijding |
| 312 | 4 september  | DI-RECT                                                                           | Color                                                                             |
| 313 | 11 september | Celeste                                                                           | Little Runaway                                                                    |
| 314 | 18 september | Lucas Hamming                                                                     | Falling                                                                           |
| 315 | 25 september | Keith Urban & P!nk                                                                | One Too Many                                                                      |
| 316 | 2 oktober    | Chris Stapleton                                                                   | Cold                                                                              |
| 317 | 9 oktober    | Miss Montreal                                                                     | Door de wind                                                                      |
| 318 | 16 oktober   | Nothing But Thieves                                                               | Impossible                                                                        |
| 319 | 23 oktober   | Danny Vera                                                                        | The Weight                                                                        |
| 320 | 30 oktober   | Harry Styles                                                                      | Golden                                                                            |
| 321 | 6 november   | Nona                                                                              | Forever Yours                                                                     |
| 322 | 13 november  | Jaap Reesema & Pommelien Thijs                                                    | Nu wij niet meer praten                                                           |
| 323 | 20 november  | Nick Klyne                                                                        | How Do You Feel                                                                   |
| -   | 27 november  | Geen NPO Radio 2 TopSong in verband met stemweek voor de Radio 2 Top 2000         | Geen NPO Radio 2 TopSong in verband met stemweek voor de Radio 2 Top 2000         |
| -   | 4 december   | Geen NPO Radio 2 TopSong in verband met stemweek voor de Radio 2 Top 2000         | Geen NPO Radio 2 TopSong in verband met stemweek voor de Radio 2 Top 2000         |
| 324 | 11 december  | Mell & Vintage Future                                                             | It's Christmas                                                                    |
| -   | 18 december  | Geen NPO Radio 2 TopSong in verband met de Radio 2 Top 2000                       | Geen NPO Radio 2 TopSong in verband met de Radio 2 Top 2000                       |
| -   | 25 december  | Geen NPO Radio 2 TopSong in verband met de Radio 2 Top 2000                       | Geen NPO Radio 2 TopSong in verband met de Radio 2 Top 2000                       |

2014 ·
2015 ·
2016 ·
2017 ·
2018 ·
2019 ·
2020 ·
2021 ·
2022 ·
2023 ·
2024 ·
2025